# A quien quiera escuchar
Albums de Ricky Martin
Greatest Hits: Souvenir Edition
(2013)
Singles
1. Adiós
Sortie : 23 septembre 2014
2. Disparo al corazón
Sortie : 12 janvier 2015
3. La mordidita
Sortie : 21 avril 2015
4. Perdóname
Sortie : 15 janvier 2016

A quien quiera escuchar est le dixième album studio du chanteur portoricain Ricky Martin, sorti en 2015.

## Liste des pistes
| 1.    | Adiós                           | - Rayo - Jesse Shatkin - Romero | 4:00 |
| 2.    | Disparo al corazón              | Julio Reyes Copello             | 3:50 |
| 3.    | Isla bella                      | Copello                         | 4:55 |
| 4.    | Perdóname                       | Copello                         | 4:00 |
| 5.    | Náufrago                        | - Copello                       | 3:26 |
| 6.    | La mordidita (featuring Yotuel) | - Rayo - Romero                 | 3:31 |
| 7.    | Cuanto me acuerdo de ti         | Copello                         | 3:31 |
| 8.    | Mátame otra vez                 | - Copello                       | 4:03 |
| 9.    | Nada                            | - Copello                       | 3:25 |
| 10.   | A quien quiera escuchar         | Copello                         | 4:10 |
| 37:31 |                                 |                                 |      |

| Édition de luxe | Édition de luxe                    | Édition de luxe | Édition de luxe | Édition de luxe | Édition de luxe | Édition de luxe | Édition de luxe | Édition de luxe | Édition de luxe |
| No              | Titre                              | Producteur(s)   | Durée           |                 |                 |                 |                 |                 |                 |
| --------------- | ---------------------------------- | --------------- | --------------- | --------------- | --------------- | --------------- | --------------- | --------------- | --------------- |
| 11.             | Náufrago (Acoustic version)        | - Copello       | 3:20            |                 |                 |                 |                 |                 |                 |
| 12.             | Mátame otra vez (Acoustic version) | - Copello       | 4:02            |                 |                 |                 |                 |                 |                 |
| 13.             | Nada (Dharmik version)             | - Copello       | 3:11            |                 |                 |                 |                 |                 |                 |
| 48:04           |                                    |                 |                 |                 |                 |                 |                 |                 |                 |

| 11. | Náufrago (Acoustic version)                                       | - Copello | 3:20 |
| 12. | Mátame Otra Vez (Acoustic version)                                | - Copello | 4:02 |
| 13. | Nada (Dharmik version)                                            | - Copello | 3:11 |
| 14. | Te extraño, te olvido, te amo (Live version)                      |           |      |
| 15. | Y yodo queda en nada / Fuego de noche, nieve de día (Live medley) |           |      |
| 16. | A medio vivir (Live version)                                      |           |      |